# Bloomberg LP
Pour les articles homonymes, voir Bloomberg.
Bloomberg LP est un groupe financier américain spécialisé dans les services aux professionnels des marchés financiers et dans l'information économique et financière aussi bien en tant qu'agence de presse que directement, via de nombreux médias (télévision, radio, presse, internet et livres) dont les plus connus sont probablement ses propres chaînes de télévision par câble/satellite. Créé en 1981 par Michael Bloomberg, maire de New York de 2002 à 2013, ce groupe qui a commencé à opérer en 1983, emploie, en 2008, plus de 10 000 employés répartis dans plus de 130 pays.
Les principaux concurrents de l'agence Bloomberg spécialisés dans l'informatique financière sont SIX Financial Information, Refinitiv, FactSet Research Systems, Dow Jones, Infront, et Qi Capital.

## Histoire
Son activité d'origine était strictement limitée aux taux d'intérêt et reposait sur l'exploitation d'une base de données historiques sur les courbes de taux des emprunts d'État du Trésor américain, rachetée par Michael Bloomberg à son ancien employeur, la banque d'investissement Salomon Brothers. Le trait de génie a consisté à ajouter, sur les terminaux dédiés à la consultation de cette base de données, bien avant le développement d'Internet et de ses fonctionnalités, un système de messagerie entre professionnels, ainsi que des nouvelles et des retransmissions de cours des actifs financiers, qui allaient à leur tour enrichir la base de données. Ces terminaux multi-fonctions se sont rapidement imposés, malgré leur coût élevé, sur les postes de travail de presque tous les opérateurs des marchés financiers.
En 1990, Michael Bloomberg installe son millième terminal chez les clients, puis en 1994, il embauche 300 journalistes pour créer Bloomberg Business News.
Bloomberg politics est lancée en 2014.
En décembre 2015, Barclays vend ses activités d'indices et d'analyses financiers à Bloomberg, pour 520 millions de livres soit 781 millions de dollars.

## Diffusion des informations

### Télévision
Le groupe Bloomberg possède neuf chaînes de télévision financière réparties sur la région Asie-Pacifique, l’Allemagne, l’Espagne, le Brésil, l’Italie, le Royaume-Uni, le Japon, les États-Unis et la France.

### Numérique
Bloomberg Terminal est un système informatique qui permet aux professionnels financiers d'accéder au service Bloomberg Professional par lequel les utilisateurs peuvent surveiller et analyser les transferts de données en temps réel des marchés financiers et des places financières. Le système fournit également des nouvelles et transmet des messages à travers son réseau sécurisé de propriété industrielle. 300 000 terminaux sont ainsi loués à des banques, multinationales ou fonds d'investissement pour 20 000 dollars par employé et par an.
Les utilisateurs peuvent également se servir d'un service supplémentaire, Bloomberg Anywhere, qui permet grâce au Web d'avoir accès aux applications du Bloomberg Terminal sur Windows par l'intermédiaire d'un client de Citrix. Un portail WAP et une application pour BlackBerry ainsi que pour iPhone permettent un accès nomade.
En 2013, Bloomberg soutient massivement la campagne de financement participatif d'Ubuntu Edge, le smartphone Ubuntu, sur le site Indiegogo, à hauteur de 80 000 dollars (correspondant à 100 terminaux mobiles et divers avantages).

### Presse
Fin 2009, Bloomberg reprend Business Week, un magazine économique hebdomadaire, et le renomme « Bloomberg BusinessWeek », qui deviendra Bloomberg Businessweek en avril 2010.